# 蕊象牙贝
蕊象牙贝（学名：Episiphon makiyamai），是象牙贝目蕊象牙贝科蕊象牙贝属的一种。主要分布于台湾，常栖息在浅海沙底。